# HD 32196
HD 32196，又名BD+85 74，SAO 843、HR 1616，是一颗恒星，视星等为6.51，位于銀經127.17，銀緯25.68，其B1900.0坐标为赤經4h 56m 17.8s，赤緯+85° 25.68′ 46″。